# 레옹 모랭 신부
《레옹 모랭 신부》(프랑스어: Léon Morin, prêtre)는 장피에르 멜빌 감독의 1961년 드라마 영화이다. 쟝폴 벨몽도 등이 주연으로 출연하였고 카를로 폰티 등이 제작에 참여하였다.

## 출연

### 주연
- 쟝폴 벨몽도
- 엠마누엘 리바

### 조연
- 이렌느 튕크
- 니콜 미렐
- 지젤 그림
- 마리엘 고치
- 마르코 베아르
- 모니크 베르토